# Роман Шимічек
Роман Шимічек (чеськ. Roman Šimíček; 4 листопада 1971, м. Острава, ЧССР) — чеський хокеїст, центральний нападник. 
Виступав за ХК «Вітковіце», ГПК (Гямеенлінна), «Піттсбург Пінгвінс», «Міннесота Вайлд», «Х'юстон Аерос» (АХЛ), ГІФК (Гельсінкі), «Спарта» (Прага), «Дукла» (Тренчин), ГКС (Тихи).
У складі національної збірної Чехії учасник чемпіонатів світу 1997 і 1999 (18 матчів, 2+4).
Досягнення
- Чемпіон світу (1999), бронзовий призер (1997)
- Срібний призер чемпіонату Чехії (1997), бронзовий призер(2003)
- Срібний призер чемпіонату Польщі (2011)
- Бронзовий призер чемпіонату Фінляндії (1999, 2000).